# Take Ionescu
Take Ionescu (ur. 25 grudnia 1858 w Ploeszti, zm. 2 czerwca 1922 w Rzymie) – polityk rumuński. Zwolennik przystąpienia Rumunii do I wojny światowej i utworzenia Wielkiej Rumunii podczas konferencji pokojowej w Wersalu. Pełnił funkcję ministra spraw zagranicznych (13 lipca 1920 – 16 grudnia 1921) i premiera Rumunii (17 grudnia 1921 – 19 stycznia 1922). Odznaczony Orderem Orła Białego (1921).